# Tracy City
Tracy City é uma cidade  localizada no estado norte-americano de Tennessee, no Condado de Grundy.

## Demografia
Segundo o censo norte-americano de 2010, a sua população era de 1.481 habitantes.

## Geografia
De acordo com o United States Census Bureau tem uma área de
12,5 km², dos quais 12,4 km² cobertos por terra e 0,1 km² cobertos por água. Tracy City localiza-se a aproximadamente 577 m acima do nível do mar.

## Localidades na vizinhança
O diagrama seguinte representa as localidades num raio de 20 km ao redor de Tracy City.